# Hugo Inglis
Hugo Inglis (Dunedin, 18 januari 1991) is een hockeyer met de Nieuw-Zeelandse nationaliteit.
Inglis maakte zijn debuut voor de The Black Sticks in 2009 tijdens een kwalificatietoernooi voor het WK van 2010. De aanvaller maakte vervolgens deel uit van de selectie die deelnam aan de Olympische Spelen 2012, waar de negende plaats werd behaald. Hij speelde ook mee met de ploeg tijdens de halve finale van de Hockey World League in Rotterdam.
In het seizoen 2016-2017 zal hij uitkomen bij de belgische club  Braxgata uit  Boom